# Фотоколекція Windows
Фотоколекція Windows (англ. Windows Photo Gallery) — компонент Microsoft Windows для перегляду, упорядковування, редагування, публікування і тегування цифрових зображень та відео, розроблена корпорацією Microsoft.

## Огляд
Вперше включена у Windows Vista, з Windows 7 виключена, але є можливість завантажити її новішу версію Windows Live Photo Gallery. Фотоколекція входить до складу основних компонентів Windows, має стрічковий інтерфейс і при переході між вкладками, можна вибрати відповідну вкладку для роботи зі своїми світлинами.

## Можливості
- Додавання ключових слів та п'ятибальна оцінка файлів.
- Видалення ключового слова відразу з усіх файлів.
- Перегляд фотографій у режимі слайд-шоу з використанням різних перехідних ефектів (ефекти доступні тільки для редакцій Home Premium і Ultimate).
- Перегляд фото/відео, що задовольняють одному ключовому слову, оцінці або датою зйомки.
- Базові інструменти редагування зображення: обрізка, поворот, видалення червоних очей, корекція кольору, а також зміна яскравості і контрасту (останні два інструменти можуть працювати в автоматичному режимі). Редагування відео не підтримується.
- Друк зображень.
- Запис на диск.
- Відправка електронною поштою з можливістю зменшення зображення.

Крім того, стандартна заставка «фотографії» може використовувати зображення з фотоальбому за певними критеріями, наприклад, показувати світлини, що містять ключове слово «водоспад» і мають оцінку «чотири» або вище.